# Lotta ai Giochi della III Olimpiade
Le competizioni di lotta ai Giochi della III Olimpiade furono 7 eventi di lotta libera, riservati esclusivamente ad atleti maschili. Le gare si svolsero dal 14 al 15 ottobre 1904 presso il Francis Field della Washington University di Saint Louis.

## Podi
| Evento                        | Oro              | Argento        | Bronzo              |
| Pesi mosca leggeri (dettagli) | Bob Curry        | John Hein      | Gustav Tiefenthaler |
| Pesi mosca (dettagli)         | George Mehnert   | Gustave Bauer  | William Nelson      |
| Pesi gallo (dettagli)         | Jack Niflot      | Gus Wester     | Louis Strebler      |
| Pesi piuma (dettagli)         | Ben Bradshaw     | Ted McLear     | Charles Clapper     |
| Pesi leggeri (dettagli)       | Otto Roehm       | Rudolph Tesiny | Al Zirkel           |
| Pesi welter (dettagli)        | Charles Ericksen | Bill Beckman   | Jerry Winholtz      |
| Pesi massimi (dettagli)       | Bernhoff Hansen  | Frank Kugler   | Fred Warmbold       |

## Medagliere
| Posizione | Paese       |   |   |   | Totale |
| --------- | ----------- | - | - | - | ------ |
| 1         | Stati Uniti | 7 | 7 | 7 | 21     |
| Totale    | Totale      | 7 | 7 | 7 | 21     |